# Thomas Mahieu
Thomas Mahieu (geboren rond 1520 en gestorven rond 1590) was een beroemde Franse bibliofiel uit de Renaissance.
Hij was de eerste secretaris van Financiën van koningin Catharina de' Medici. Een groot liefhebber van boeken uit de zestiende eeuw. Maar in vergelijking was zijn bibliotheek vijf keer zo klein als die van Jean Grolier (ongeveer 3000 exemplaren).